# Кимјер
Кимјер (фр. Cumières) насеље је и општина у североисточној Француској у региону Шампањ-Арден, у департману Марна која припада префектури Еперне.
По подацима из 2011. године у општини је живело 817 становника, а густина насељености је износила 273,24 становника/km². Општина се простире на површини од 2,99 km². Налази се на средњој надморској висини од 75 метара.

## Демографија
| 1962. | 1968. | 1975. | 1982. | 1990. | 1999. | 2011. |
| ----- | ----- | ----- | ----- | ----- | ----- | ----- |
| 963   | 999   | 929   | 887   | 830   | 861   | 817   |

График промене броја становника у току последњих година